# مرحبا بك في سام دال-ري
مرحبا بك في سام دال-ري (بالكورية: 웰컴투 삼달리)؛ هو مسلسل تلفزيوني كوري جنوبي، بطولة جي تشانغ ووك، شين هاي-سون، كانغ هيونغ-سوك. عرض على قناة JTBC في 2 ديسمبر 2023 الى 21 يناير 2024 ، بث ايام السبت والأحد.

## القصة
تدور أحداث القصة" حول جو يونج بيل، خبير الأرصاد الجوية الذي فقد والدته عندما كان طفلاً بسبب تقرير طقس خاطئ. مهمته هي حماية كبار السن في مسقط رأسه. تعود جو سام دال، صديقة طفولته المنفصلة عنه، من مهنة الأزياء الناجحة في سيئول بعد انهيارها. يتواصل الاثنان مرة أخرى في سام دال-ري، مما يعيد إحياء المشاعر القديمة.

## طاقم
- شين هاي-سون بدور جو سام دال / جو إيون هاي[1]
- جي تشانغ ووك في دور جو يونغ بيل[1]
- كانغ يونغ سيوك في دور بو سانغ دو
- شين دونغ مي في دور جو جين دال
- كانغ مي نا في دور جو هاي دال
- كيم مي كيونغ في دور والدة سام دال
- لي جاي وون في دور وانغ كيونغ تاي
- باي ميونغ جين في دور تشا إيون وو

## المشاهدات
| الموسم | الموسم | رقم الحلقة | رقم الحلقة | رقم الحلقة | رقم الحلقة | رقم الحلقة | رقم الحلقة | رقم الحلقة | رقم الحلقة | رقم الحلقة | رقم الحلقة | رقم الحلقة | رقم الحلقة | رقم الحلقة | رقم الحلقة | رقم الحلقة | رقم الحلقة | المتوسط |
| الموسم | الموسم | 1          | 2          | 3          | 4          | 5          | 6          | 7          | 8          | 9          | 10         | 11         | 12         | 13         | 14         | 15         | 16         | المتوسط |
| ------ | ------ | ---------- | ---------- | ---------- | ---------- | ---------- | ---------- | ---------- | ---------- | ---------- | ---------- | ---------- | ---------- | ---------- | ---------- | ---------- | ---------- | ------- |
|        | 1      | 1.205      | 1.262      | 1.169      | 1.522      | 1.597      | غ/م        | غ/م        | غ/م        | غ/م        | غ/م        | 1.666      | 2.251      | 2.138      | 2.398      | 2.583      | 2.965      | 2.583   |

| الحلقات | تاريخ البث      | تقييمات (نيلسن كوريا) | تقييمات (نيلسن كوريا) |
| الحلقات | تاريخ البث      | على الصعيد الوطني     | سيئول                 |
| ------- | --------------- | --------------------- | --------------------- |
| 1       | 2 ديسمبر 2023   | 5.193%                | %5.283                |
| 2       | 3 ديسمبر 2023   | 5.276%                | 5.552%                |
| 3       | 9 ديسمبر 2023   | 5.324%                | 6.329%                |
| 4       | 10 ديسمبر 2023  | 6.509%                | 7.255%                |
| 5       | 17 سبتمبر 2023  | 6.689%                | 6.528%                |
| 6       | 18 ديسمبر 2023  | 8.295%                | 9.2%                  |
| 7       | 23 ديسمبر 2023  | 6.382%                | 6.6%                  |
| 8       | 24 ديسمبر 2023  | 7.913%                | 7.9%                  |
| 9       | 30 ديسمبر، 2023 | 8.109%                | 8.8%                  |
| 10      | 31 ديسمبر، 2023 | 8.227%                | 8.7%                  |
| 11      | 6 يناير 2024    | 7.282%                | 8.0%                  |
| 12      | 7 يناير 2024    | 9.788%                | 10.6%                 |
| 13      | 13 يناير 2024   | 9.324%                | 10.389%               |
| 14      | 14 يناير 2024   | 10.068%               | 10.790%               |
| 15      | 20 يناير 2024   | 10.365%               | 10.919%               |
| 16      | 21 يناير 2024   | 12.399%               | 13.081%               |
| متوسط   | متوسط           | 7.946%                | 8.498%                |

## الانتاج

### صناعة
المسلسل من كتابة كون هاي-جو، التي شاركت في كتابة عودة الثنائي (2017) مرحبا وداعا ماما! (2020). ومن تخطيط وانتاج استوديوهات جاي تي بي سي بتعاون مع ام اي كمنتج.

### طاقم
في 19 يونيو 2023، تم تأكيد ظهور جي تشانغ ووك وشين هاي سون في المسلسل.

## روابط خارجية
- الموقع الرسمي
 (بالكورية)
- مرحبا بك في سام دال-ري على موقع IMDb (الإنجليزية)
- مرحبا بك في سام دال-ري على موقع نتفليكس (الإنجليزية)
- مرحبا بك في سام دال-ري على موقع فيلمافينيتي (الإسبانية)
- مرحبا بك في سام دال-ري على موقع قاعدة بيانات الفيلم (الإنجليزية)
- مرحبا بك في سام دال-ري على هانسينما